# Darius II (datorspel)
Darius II (ダライアスII Daraiasu Tsū?) är ett shoot 'em up-arkadspel utvecklat av Taito, och släppt 1989. Spelet är en uppföljare till Darius. Spelet porterades till flera olika konsoler. Game Boy-versionen släpptes 1991 i Japan under namnet Sagaia (サーガイア Sāgaia?).
En remake släpptes till Super CD-ROM² under namnet Super Darius II (スーパーダライアスII Sūpā Daraiasu Tsū?) 1993.

## Handling
Spelet utspelar sig efter ettan, i Solsystemets inre delar. Den bosatta planeten Darius återhämtar sig från invasionen från Belser, vilken stoppats av Proco och Tiat. Darius invånare har flyttat till planeten Olga under reparationen av förstörda byggnader på Darius II. Plötsligt mottar de en nödsignal från Jorden, varifrån de första bosättarna kom innan de bosatte sig på Darius. Främmande rymdfarkoster närmar sig, och de påminner om Belsers armé. Darius folk antar att dessa jordlingar är deras förfäder, och skickar Proco Jr. och Tiat Young till undsättning.

### Fotnoter
1. ↑  ”Sagaia”. arcade-museum.com. http://flyers.arcade-museum.com/?page=thumbs&db=videodb&id=4187. Läst 26 maj 2014.
2. ↑  ”Hardcore Gaming 101: Darius”. Gamespy. Arkiverad från originalet den 3 november 2015. https://web.archive.org/web/20151103125228/http://www.hardcoregaming101.net/darius/darius.htm. Läst 26 maj 2014.